# Toast Up
Toast Up è un singolo del rapper statunitense Lil Baby pubblicato l'8 novembre 2019.

## Video musicale
Il videoclip è stato pubblicato sul canale ufficiale del rapper.

## Tracce
1. Toast Up – 2:18